# Naum Jasny
Naum Jasny (russisch Наум Михайлович Ясный; geboren 13.jul. / 25. Januar 1883greg. in Charkow, Russisches Kaiserreich; gestorben 12. April 1967 in Wheaton (Maryland)) war ein russisch-amerikanischer Agrarökonom.

## Leben
Naum Jasny war ein Sohn des ukrainischen Unternehmers Michael Jasny und der Rosalya Evlenna Poyurouskaya, er hatte fünf Geschwister. Er heiratete 1909 die Zahntechnikerin Mariya Vasilevna Orlova, sie hatten zwei Töchter, der Mathematiker Michael Artin und der Jazzer Tom Artin sind Söhne seiner Tochter Natascha Artin Brunswick.
Jasny studierte ab 1901 in Berlin, St. Petersburg, Wien und Zürich und machte 1908 einen Abschluss als Jurist in Charkow. 1908/09 arbeitete er als Rechtsanwalt und danach bei seinem Vater als Manager in dessen Mühlenunternehmen in der Ukraine. Von 1915 bis 1920 war er beim „Russischen Städtebund“ als Manager für die Nahrungsmittelversorgung von Krankenhäusern und sozialen Einrichtungen beschäftigt, organisierte die Ablieferungspflicht der Bauern und die Versorgung der städtischen Bevölkerung. Dazu schrieb er Abhandlungen für das staatliche Statistische Büro in St. Petersburg. Jasny organisierte sich politisch bei den sozialistischen Menschewiki. 1920 arbeitete er im kurzzeitig unabhängigen Georgien für das Ernährungsministerium in Tiflis, verließ aber im selben Jahr das mittlerweile von den Bolschewiki eroberte Land.
Jasny zog nach Wien, wo er 1921/22 in einer Bank angestellt war, die seinem Vater gehörte. Ab 1922 lebte er als Journalist und Agrarexperte in Hamburg und Berlin und wurde trotz seiner oppositionellen Haltung von der sowjetischen Handelsvertretung Hamburg mit Gutachten beauftragt. In der Sowjetunion publizierte Eugen Varga einige von Jasnys Studien zur sowjetischen Agrarpolitik. Jasny war kurzzeitig am Hamburger Weltwirtschaftsarchiv beschäftigt, von 1929 bis 1931 am Institut für Konjunkturforschung in Berlin und danach am Institut für landwirtschaftliche Marktforschung der Landwirtschaftlichen Hochschule Berlin.
Nach der Machtübergabe an die Nationalsozialisten emigrierte er 1933 in die USA und fand dort schnell eine Beschäftigung als Senior Economist im US Department of Agriculture. In den nächsten Jahren arbeitete er für das Food Research Institute, den Board of Economic Warfare und nach Ende des Zweiten Weltkriegs für das Office of Foreign Agricultural Relations. Im Kalten Krieg war er ein häufig zu Vortragsreisen und Gastprofessuren eingeladener Sowjetologe. Er erhielt die Ehrendoktorwürde der Universität Göttingen.
Schwerpunkte seiner Publikationen waren die sowjetische Landwirtschaft, die wirtschaftliche Entwicklung, die Wirtschaftsstatistik und die Geschichte des Weizens als Grundnahrungsmittel und Handelsgut.

## Schriften (Auswahl)

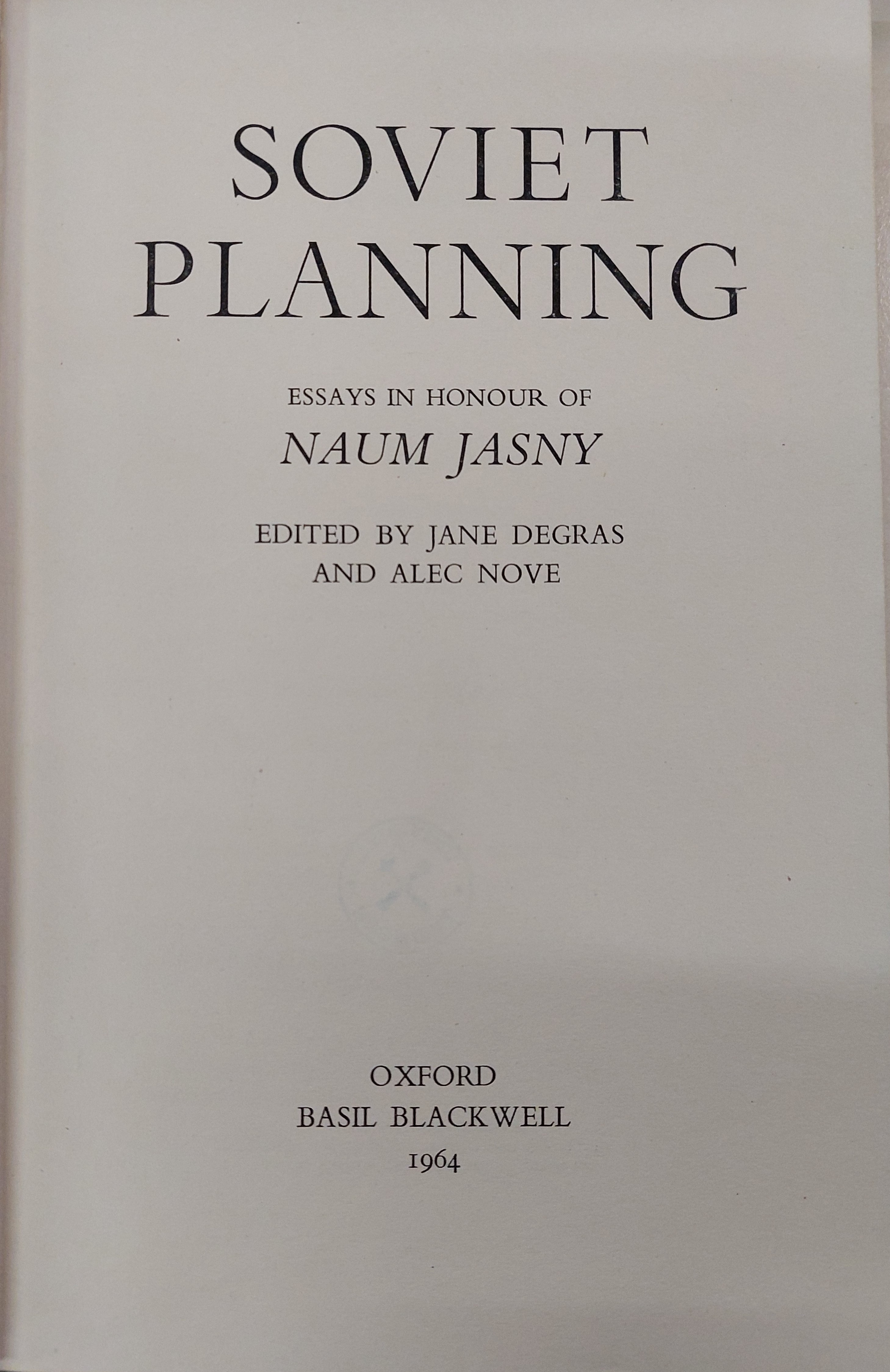
Festschrift (1964)

- Die neuzeitliche Umstellung der überseeischen Getreideproduktion und ihr Einfluß auf den Weltmarkt. Berlin: Reimar Hobbing, 1930
- Die Zukunft des Roggens. Berlin: R. Hobbing, 1930
- Bevölkerungsgang und Landwirtschaft. Berlin: Institut f. landwirtschaftl. Marktforschg, 1931
- Die Standardisierung von Getreide. Berlin: Institut f. landwirtschaftl. Marktforschg, 1932
- Der Schlepper in der Landwirtschaft, seine Wirtschaftlichkeit und weltwirtschaftliche Bedeutung. Berlin: Parey, 1932
  - Research methods on farm use of tractors. New York: Columbia Univ. Press, 1938
- Competition among grains. Stanford: Food Research Inst., 1940
- The wheats of classical antiquity. Baltimore: Johns Hopkins Press, 1944
- The socialized agriculture of the USSR. Stanford: Stanford Univ. Press, 1949
- International organizations and Soviet statistics. Washington, DC: American Statistical Assoc., 1950
- The Soviet price system. Menasha: American Economic Association, 1950
- The Soviet 1956 statistical handbook : a commentary. East Lansing: Michigan State Univ. Press, 1957
- Soviet industrialization : 1928–1952. Chicago: Univ. of Chicago Press, 1961
- Essays on the Soviet economy. München: Institut zur Erforschung d. UdSSR e.V., 1962
- Soviet economists of the twenties : names to be remembered. Cambridge: Cambridge Univ. Press, 1972
- Betty A. Laird, Roy D. Laird (Hrsg.): To Live Long Enough. The Memoirs of Naum Jasny. Lawrence, 1976